# Прібіна
Прі́біна (словац. Pribina, близько 800–861) — перший відомий князь слов'янського племені на теренах сучасної південно-західної Словаччини. У 825-833 роках був останнім князем самостійного Нітранського князівства і приблизно з 840 по 861 був першим князем Блатенського князівства на території сучасної Угорщини. Його дружина походила з племені баварів.

## Церква у Нітрі
828 року дав освятити церкву у Нітрі, правдоподібно для потреб своєї дружини та її оточення, оскільки невідомо, чи сам був тоді вже християнином.

## Протистояння з Моймиром І
У першій половині 833 року воював із князем племені мораван Моймиром І, який здобув Нітру, а Прібіну змусив тікати до Карантанської марки, якою правив макграф Радбод. Об'єднанням Моравського князівства з Нітранським князівством виникла Великоморавія.

## Князювання у Панонському князівстві
На переламі 839—840 років Прібіна отримав як васал франків від Людовика II Панонське князівство, яке до того часу входило до складу Карантанської марки Радбода і на нових землях підтримував колонізацію та християнізацію. Столицю князівства Блатноград перебудував на велику фортецю та спорудив як мінімум 15 церков, які освятили франські місіонери. Під час князювання був вірним васалом франкських королів й допомагав охороняти їхнє королівство перед атаками Великої Моравії, Болгарії та південнозахідних слов'ян. Помер під час війни Карломана проти Ростислава за нез'ясованих обставин. Його наступником став син Коцель.
На честь князя назвали астероїд — 10293 Прібіна.